# 枭雄 (电影)
《枭雄》（英語：Raees）是2017年印度犯罪动作片，由拉胡尔·多拉凯亚导演、葛莉·罕、瑞塔许·西汪尼和法罕·阿克塔爾制作，红辣椒娱乐和Excel Entertainment制作发行。影片由沙鲁克·汗、纳华萨甸·薛迪奇主演。影片于2017年1月25日共和日周末上映，在第63届印度电影观众奖上获得五项提名，其中汗获得最佳男主角。
影片据说改编自罪犯阿卜杜勒·拉蒂夫的生平，但制片方否认，坚称剧情完全虚构。影片口碑和票房双丰收，一度创下全年最高票房记录，直到被《开心一组4》、《猛虎还活着》和《神秘巨星》超越。本片也是2017年盗版最多的电影。

## 剧情
故事发生在上世纪60年代中旬到80年代末期，主人公瑞伊斯（沙鲁克·汗 饰）出生在禁酒令严厉施行的古吉拉特邦法塔赫布尔，年少时他便接触了走私酒的行当。他和沙迪克（穆罕默德·齐山·安优卜 饰）一道为黑帮老大杰拉吉（阿图尔·库尔卡尼 饰）卖命。瑞伊斯从小受母亲耳濡目染，认为各行各业都是有益的，只要不伤害到人，宗教不能逾越职业。他决定和杰拉吉分道扬镳，自立门户。在孟买，他结识了穆萨巴伊（纳伦德拉·杰哈 饰），在他的帮助下开始走私。与此同时，印度警方骨干成员J·A·马贾穆达尔（納華薩甸·薛迪奇 饰）被调到法塔赫布尔，负责捣毁酒类走私网络。